# Oligoaeschna aquilonaris
Oligoaeschna aquilonaris är en trollsländeart som beskrevs av Wilson 2005. Oligoaeschna aquilonaris ingår i släktet Oligoaeschna och familjen mosaiktrollsländor. Inga underarter finns listade i Catalogue of Life.